# Caroline Casadesus
Pour les articles homonymes, voir Casadesus.
Pour les autres membres de la famille, voir Famille Casadesus.
Caroline Probst dite Caroline Casadesus, née le 30 octobre 1962, est une chanteuse lyrique soprano, fille du chef d'orchestre Jean-Claude Probst dit, Jean-Claude Casadesus, petite-fille de la comédienne Gisèle Casadesus et demi-sœur de l'acteur Olivier Sevestre. 

## Biographie

### Vie privée
Elle est mère de trois enfants: Thomas et David sont les fils de son premier mari, Jean-Étienne Cohen-Séat, et Mathilde est la fille de Didier Lockwood.